# اریک پریرا
اریک پریرا (به پرتغالی: Eric de Oliveira Pereira) هافبک اهل برزیل است که در شهر نووا ایگواسو و در تاریخ ۵ دسامبر ۱۹۸۵ به دنیا آمده‌است.
اریک پریرا در تیم‌های فوتبال Metropolitano سابقهٔ حضور دارد.